# Mistrzostwa Świata w Wioślarstwie 2009 – dwójka bez sternika kobiet
Dwójka bez sternika kobiet (W2-) – konkurencja rozgrywana podczas Mistrzostw Świata w Wioślarstwie 2009 w Poznaniu między 23 a 30 sierpnia na Torze Regatowym Malta.

## Harmonogram konkurencji
Wszystkie godziny w czasie letnim (UTC+2)
| Godzina                     | Wydarzenie  | Runda         |
| --------------------------- | ----------- | ------------- |
| Niedziela, 23 sierpnia 2009 | 10:42-11:00 | Eliminacje    |
| Wtorek, 25 sierpnia 2009    | 11:48-11:54 | Repasaże      |
| Czwartek, 27 sierpnia 2009  | 13:33-13:49 | Półfinały A/B |
| Piątek, 28 sierpnia 2009    | 11:24-11:30 | Finał C       |
| Sobota, 29 sierpnia 2009    | 14:30-14:36 | Finał B       |
| Sobota, 29 sierpnia 2009    | 14:48-14:54 | Finał A       |

## Medaliści
| Złoto                                               | Srebro                                    | Brąz                                               |
| Stany Zjednoczone · Zsuzsanna Francia · Erin Cafaro | Rumunia · Camelia Lupascu · Nicoleta Albu | Nowa Zelandia · Emma-Jane Feathery · Rebecca Scown |

## Wyniki

### Eliminacje
Reguła kwalifikacji: 1-3 → PA/B, 4.. → R

#### Eliminacje 1
| Miejsce | Zawodnik                                   | Kraj          | Czas    | Uwagi |
| ------- | ------------------------------------------ | ------------- | ------- | ----- |
| 1       | Emma-Jane Feathery Rebecca Scown           | Nowa Zelandia | 7:17,36 | PA/B  |
| 2       | Camelia Lupascu Nicoleta Albu              | Rumunia       | 7:19,47 | PA/B  |
| 3       | Laura Abalo Gabriela Best                  | Argentyna     | 7:26,01 | PA/B  |
| 4       | Wianca Van Dorp Olivia Van Rooijen         | Holandia      | 7:33,73 | R     |
| 5       | Tetiana Stekolszczykowa Wiktorija Wychrist | Ukraina       | 7:40,13 | R     |

#### Eliminacje 2
| Miejsce | Zawodnik                          | Kraj              | Czas    | Uwagi |
| ------- | --------------------------------- | ----------------- | ------- | ----- |
| 1       | Zsuzsanna Francia Erin Cafaro     | Stany Zjednoczone | 7:20,21 | PA/B  |
| 2       | Olivia Whitlam Louisa Reeve       | Wielka Brytania   | 7:24,16 | PA/B  |
| 3       | Kim Crow Sarah Cook               | Australia         | 7:26,94 | PA/B  |
| 4       | Zinaida Kluczynska Nina Bondarawa | Białoruś          | 7:35,16 | R     |
| 5       | Liuba Germanova Antónia Germanova | Portugalia        | 8:13,68 | R     |

#### Eliminacje 3
| Miejsce | Zawodnik                           | Kraj      | Czas    | Uwagi |
| ------- | ---------------------------------- | --------- | ------- | ----- |
| 1       | Kerstin Hartmann Marlene Sinnig    | Niemcy    | 7:26,36 | PA/B  |
| 2       | Maja Żuczkowa Alewtina Podwiazkina | Rosja     | 7:28,45 | PA/B  |
| 3       | Dai Li Wang Liang                  | Chiny     | 7:30,94 | PA/B  |
| 4       | Marie Le Nepvou Stéphanie Dechand  | Francja   | 7:34,98 | R     |
| 5       | Maja Anić Sonja Kešerac            | Chorwacja | 7:42,87 | R     |

### Repasaże
Reguła kwalifikacji: 1-3 → PA/B, 4... → FC
| Miejsce | Zawodnik                                   | Kraj       | Czas    | Uwagi |
| ------- | ------------------------------------------ | ---------- | ------- | ----- |
| 1       | Marie Le Nepvou Stéphanie Dechand          | Francja    | 7:54,11 | PA/B  |
| 2       | Zinaida Kluczynska Nina Bondarawa          | Białoruś   | 7:57,12 | PA/B  |
| 3       | Maja Anić Sonja Kešerac                    | Chorwacja  | 8:00,93 | PA/B  |
| 4       | Tetiana Stekolszczykowa Wiktorija Wychrist | Ukraina    | 8:02,05 | FC    |
| 5       | Wianca Van Dorp Olivia Van Rooijen         | Holandia   | 8:03,96 | FC    |
| 6       | Liuba Germanova Antónia Germanova          | Portugalia | 8:26,60 | FC    |

### Półfinały A/B
Reguła kwalifikacji: 1-3 → FA, 4... → FB

#### Półfinały A/B 1
| Miejsce | Zawodnik                          | Kraj            | Czas    | Uwagi |
| ------- | --------------------------------- | --------------- | ------- | ----- |
| 1       | Emma-Jane Feathery Rebecca Scown  | Nowa Zelandia   | 7:24,63 | FA    |
| 2       | Olivia Whitlam Louisa Reeve       | Wielka Brytania | 7:28,36 | FA    |
| 3       | Kerstin Hartmann Marlene Sinnig   | Niemcy          | 7:33,88 | FA    |
| 4       | Marie Le Nepvou Stéphanie Dechand | Francja         | 7:36,89 | FB    |
| 5       | Dai Li Wang Liang                 | Chiny           | 7:37,42 | FB    |
| 6       | Zinaida Kluczynska Nina Bondarawa | Białoruś        | 7:41,38 | FB    |

#### Półfinały A/B 2
| Miejsce | Zawodnik                           | Kraj              | Czas    | Uwagi |
| ------- | ---------------------------------- | ----------------- | ------- | ----- |
| 1       | Zsuzsanna Francia Erin Cafaro      | Stany Zjednoczone | 7:19,55 | FA    |
| 2       | Kim Crow Sarah Cook                | Australia         | 7:21,82 | FA    |
| 3       | Camelia Lupascu Nicoleta Albu      | Rumunia           | 7:23,38 | FA    |
| 4       | Laura Abalo Gabriela Best          | Argentyna         | 7:30,75 | FB    |
| 5       | Maja Żuczkowa Alewtina Podwiazkina | Rosja             | 7:30,93 | FB    |
| 6       | Maja Anić Sonja Kešerac            | Chorwacja         | 7:41,76 | FB    |

### Finał C
| Miejsce | Zawodnik                                   | Kraj       | Czas    | Uwagi |
| ------- | ------------------------------------------ | ---------- | ------- | ----- |
| 1       | Tetiana Stekolszczykowa Wiktorija Wychrist | Ukraina    | 8:18,24 |       |
| 2       | Wianca Van Dorp Olivia Van Rooijen         | Holandia   | 8:19,69 |       |
| 3       | Liuba Germanova Antónia Germanova          | Portugalia | 8:45,17 |       |

### Finał B
| Miejsce | Zawodnik                           | Kraj      | Czas    | Uwagi |
| ------- | ---------------------------------- | --------- | ------- | ----- |
| 1       | Marie Le Nepvou Stéphanie Dechand  | Francja   | 7:12,14 |       |
| 2       | Maja Żuczkowa Alewtina Podwiazkina | Rosja     | 7:12,52 |       |
| 3       | Laura Abalo Gabriela Best          | Argentyna | 7:15,58 |       |
| 4       | Maja Anić Sonja Kešerac            | Chorwacja | 7:16,48 |       |
| 5       | Dai Li Wang Liang                  | Chiny     | 7:18,19 |       |
| 6       | Zinaida Kluczynska Nina Bondarawa  | Białoruś  | 7:23,09 |       |

### Finał A
| Miejsce | Zawodnik                         | Kraj              | Czas    | Uwagi |
| ------- | -------------------------------- | ----------------- | ------- | ----- |
|         | Zsuzsanna Francia Erin Cafaro    | Stany Zjednoczone | 7:06,28 |       |
|         | Camelia Lupascu Nicoleta Albu    | Rumunia           | 7:06,64 |       |
|         | Emma-Jane Feathery Rebecca Scown | Nowa Zelandia     | 7:06,94 |       |
| 4       | Kerstin Hartmann Marlene Sinnig  | Niemcy            | 7:08,28 |       |
| 5       | Kim Crow Sarah Cook              | Australia         | 7:09,25 |       |
| 6       | Olivia Whitlam Louisa Reeve      | Wielka Brytania   | 7:10,47 |       |